# Глаз дракона (роман)
Глаз дракона — научно-фантастический роман 1997 года американской писательницы Энн Маккефри из серии «Всадники Перна». Также произведение известно под названиями «Восход Алой Звезды» и «Вторые хроники Перна: восход Алой Звезды».

## Описание сюжета
Действие романа происходит во время Второго Прохождения и рассказывает возрастающую потерю технологии из-за затруднений борьбы с Нитями и неизбежного приближения к феодальному устою общества. Также один из главных героев произведения, художник Иантайн совершенствует свой художественный талант, изображая измученных и голодных людей, а также выполняет заказы Вейра, например, чтобы порадовать гей пару П’теро и М’ленга.
Маккефри отвечает на такие вопросы как следующее:
- Что произошло с компьютерами?
- Что произошло с технологией?
- Кто создал Звездные Камни?

Также автор показывает больше о процессе заботы о новорожденном драконе более, чем показано в любой из других книг о Перне, и описывает жизнь всадников мужского пола, запечатлевших зелёных драконов.